# Talsperre Odeáxere
Die Talsperre Odeáxere (portugiesisch Barragem de Odeáxere bzw. Barragem da Bravura) liegt in der Region Algarve Portugals im Distrikt Faro. Sie staut den Fluss Odeáxere zu einem Stausee (port. Albufeira da Barragem de Odeáxere) auf. Die Kleinstadt Odiáxere liegt ungefähr sechs Kilometer südöstlich der Talsperre.
Mit dem Projekt zur Errichtung der Talsperre wurde im Jahre 1955 begonnen. Der Bau wurde 1958 fertiggestellt. Die Talsperre dient neben der Bewässerung auch der Stromerzeugung. Sie ist im Besitz der Associação de Regantes e Beneficiários do Alvor.

## Einzelnachweise

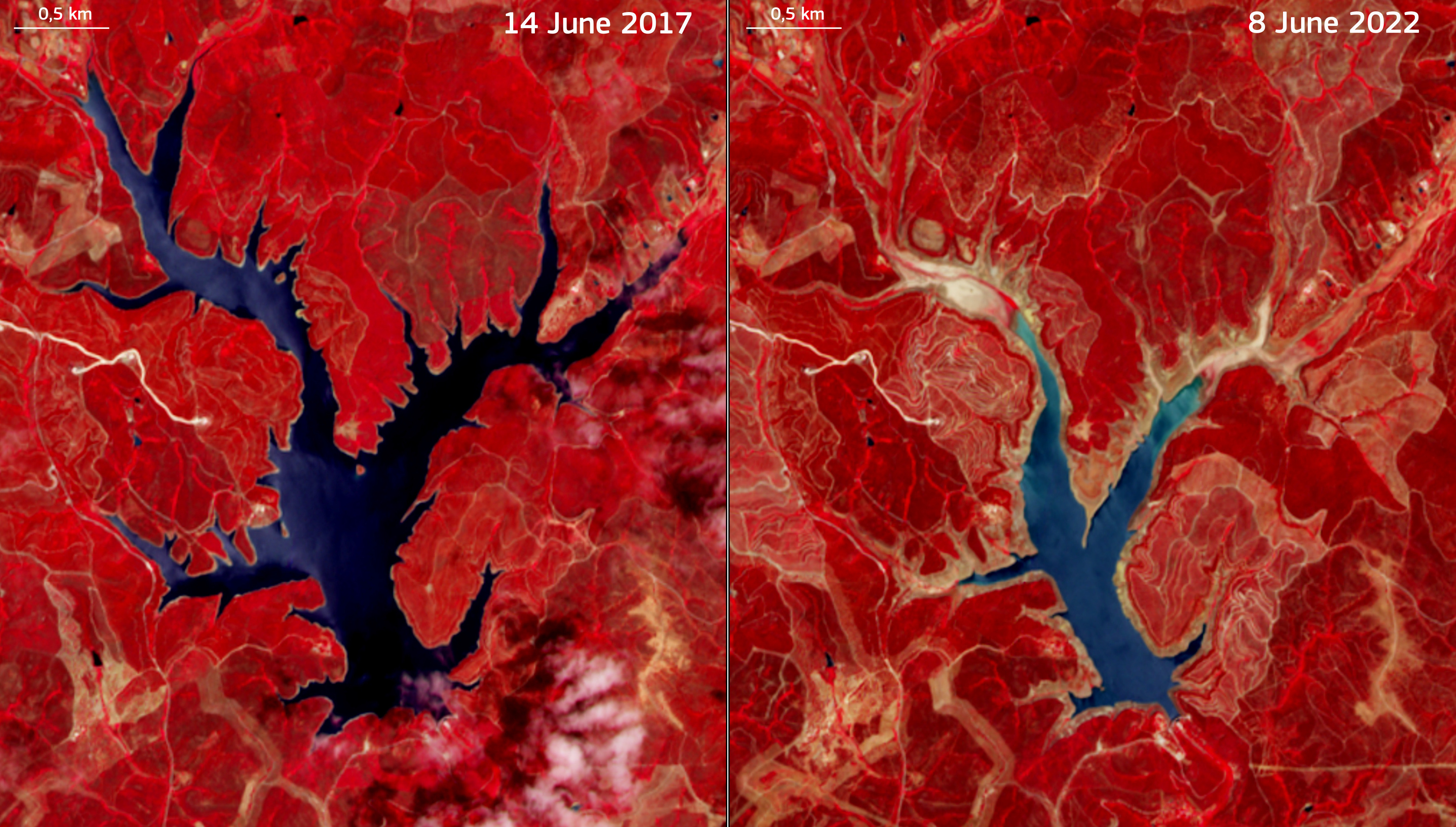
Wasserverlust im Stausee in fünf Jahren, dargestellt auf einem Satellitenbild.

## Absperrbauwerk
Das Absperrbauwerk ist eine doppelt gekrümmte Bogenstaumauer aus Beton mit einer Höhe von 41 m über der Gründungssohle (36 m über dem Flussbett). Die Mauerkrone liegt auf einer Höhe von 86 m über dem Meeresspiegel. Die Länge der Mauerkrone beträgt 150 m und ihre Breite 5 m.
Die Staumauer verfügt sowohl über einen Grundablass als auch über eine Hochwasserentlastung. Über den Grundablass können maximal 8 m³/s abgeleitet werden, über die Hochwasserentlastung maximal 21 m³/s. Das Bemessungshochwasser liegt bei 300 m³/s; die Wahrscheinlichkeit für das Auftreten dieses Ereignisses wurde mit einmal in 100 (bzw. 1000) Jahren bestimmt.

## Stausee
Beim normalen Stauziel von 84,1 m (maximal 85 m bei Hochwasser) erstreckt sich der Stausee über eine Fläche von rund 2,85 km² und fasst 34,825 Mio. m³ Wasser – davon können 32,26 Mio. m³ genutzt werden. Das minimale Stauziel liegt bei 64,5 m.

## Kraftwerk
Das Kraftwerk Odeáxere gehört mit einer installierten Leistung von 0,61 MW zu den kleinsten Wasserkraftwerken Portugals. Die durchschnittliche Jahreserzeugung liegt bei 1 Mio. kWh.
Die Francis-Turbine mit horizontaler Welle wurde von Voith geliefert. Sie leistet maximal 0,61 MW, während der zugehörige Generator 0,72 MVA leistet. Die Nenndrehzahl der Turbine liegt bei 750/min. Die Nennspannung des Generators beträgt 400 Volt. In der Schaltanlage wird die Generatorspannung von 0,4 kV mittels eines Leistungstransformators auf 15 kV hochgespannt.
Die Fallhöhe beträgt 28,51 m. Der minimale Durchfluss liegt bei 0,9 m³/s, der maximale bei 2,6 m³/s.